# Gouverneurswahl in New York 1795
Die Gouverneurswahl in New York von 1795 fand im April 1795 statt, wo der Gouverneur und der Vizegouverneur von New York gewählt wurden.

## Kandidaten
Für die Föderalisten trat John Jay zusammen mit Stephen Van Rensselaer an. Für die Demokratisch-Republikanische Partei trat Robert Yates mit William Floyd an.

## Ergebnis
| Bild   | Kandidat     | Partei                    | Stimmen | Stimmen  |
| Bild   | Kandidat     | Partei                    | Anzahl  | Prozent  |
| ------ | ------------ | ------------------------- | ------- | -------- |
|        | John Jay     | Föderalisten              | 13.481  | 53,13 %  |
|        | Robert Yates | Demokratisch-Republikaner | 11.892  | 46,87 %  |
| Gesamt | Gesamt       | Gesamt                    | 25.373  | 100,00 % |